# Contra-expertise (sport)
Een contra-expertise is een tegenexpertise die door een sporter kan aan worden gevraagd nadat deze positief heeft getest op doping.
Bij een dopingcontrole wordt de urine of het bloed van de sporter verdeeld over een A-staal en een B-staal. Bij een eerste onderzoek controleert men alleen het A-staal op alle stoffen die op de dopinglijst staan. Als in dit A-staal een verboden middel wordt aangetroffen, kan de sporter een contra-expertise aanvragen. Hierbij wordt het B-staal gecontroleerd, maar dit keer wordt alleen gezocht naar de stof die in het A-staal werd aangetroffen. De analyse van het B-staal wordt overigens ten onrechte "contra-expertise" genoemd. De B-analyse moet volgens de reglementen van het wereldantidopingagentschap, World Anti-Doping Agency (WADA), in hetzelfde laboratorium worden uitgevoerd. Omdat het A- en B-staal precies hetzelfde zijn, verdeeld over twee potjes, moet de B-analyse per definitie altijd hetzelfde resultaat geven. Dit wordt in de analytische chemie een duplo-analyse genoemd.
Als ook het B-staal positief uitvalt, zal een sporter geschorst worden. Als de contra-expertise negatief uitvalt, is de zaak afgehandeld in het voordeel van de sporter. Alleen wanneer het laboratorium onjuist heeft gehandeld, zal een ander resultaat verkregen worden.
Het is niet zo dat als een sporter nogmaals wordt gecontroleerd en weer op het middel wordt betrapt, deze meteen geschorst wordt. Ook dan kan de atleet weer om een B-analyse aanvragen.